# Sternocoelis espadaleri
Sternocoelis espadaleri är en skalbaggsart som beskrevs av Yélamos 1995. Sternocoelis espadaleri ingår i släktet Sternocoelis och familjen stumpbaggar. Inga underarter finns listade i Catalogue of Life.